# Promachus nobilis
Promachus nobilis là một loài ruồi trong họ Asilidae. Promachus nobilis được Osten-Sacken miêu tả năm 1887. Loài này phân bố ở vùng Tân nhiệt đới.